# Miloš Kruščić
Miloš Kruščić, né le 3 octobre 1976 à Belgrade en Serbie, est footballeur serbe, reconverti entraîneur.

## Biographie
Au cours de sa carrière de joueur, il évolue en Serbie puis en Russie.
Il dispute notamment 167 matchs en première division russe avec le club du FK Rostov, inscrivant huit buts.

## Palmarès
- Finaliste de la Coupe de Russie en 2003 avec le FK Rostov